# Cupim bovino
|  |

| Animal (kg) | Arroba (@) | Média (kg) |
| 160         | 10         | 0,97       |
| 190         | 12         | 1,16       |
| 220         | 14         | 1,34       |
| 250         | 16         | 1,52       |

O cupim é um tipo de corte de carne bovina. Está localizado na parte dianteira do animal, mais precisamente atrás do pescoço de bovinos das raças zebuínas e seus cruzamentos, e representa 3,29% do dianteiro. É uma carne macia entremeada de gordura.

## Etimologia
"Cupim" é oriundo do termo tupi kopi'i.

## Informação nutricional
| Valor calórico     | 297,76 kcal | 12% |
| Carboidratos       | 1,72 g      | 0%  |
| Proteínas          | 17,55 g     | 35% |
| Gorduras totais    | 24,52 g     | 31% |
| Gorduras saturadas | 6,42 g      | 26% |
| Colesterol         | 71,23 mg    | 24% |
| Fibras             | 0 g         | 0%  |
| Cálcio             | 7,60 mg     | 1%  |
| Ferro              | 0,63 mg     | 5%  |
| Sódio              | 63,20 mg    | 3%  |

Obs.: valores com base em uma dieta humana diária de 2 500 calorias e porção de carne de 100 gramas retirada de animais do Brasil.